# العرج (الحديدة)

تعديل مصدري - تعديل

العرج هي إحدى قرى مديرية باجل، التابعة لمحافظة الحديدة اليمنية، بلغ تعداد سكانها 2882 نسمة حسب الإحصاء الذي جرى عام 2004.